# ADセウタFC
アグルパシオン・デポルティーバ・セウタ・フトボル・クルブ（Agrupación Deportiva Ceuta Fútbol Club）は、スペイン・セウタに本拠地を置くサッカークラブ。2024-25シーズンはプリメーラ・ディビシオンRFEFに所属している。

## 歴史
1956年、プリメーラ・ディビシオンに在籍経験のあるアトレティコ・テトゥアンとSDセウタが合併してこのクラブは誕生した。合併後6シーズンはセグンダ・ディビシオンに所属。1962-63シーズンに3部リーグにあたるテルセーラ・ディビシオンへと降格したが、1シーズンでセグンダに復帰し、5シーズンをセグンダで過ごした。1968-69シーズンに再びテルセーラへと降格すると、その後は低迷を続け、1980年代からは地域リーグとして開催されている5部相当のリーグでプレーすることが多くなった。
2013年6月、クラブ名をADセウタから現在のADセウタFCに変更することを発表した。
2021-22シーズン、昇格プレーオフでCDAナバルカルネロを下して実に1969-70シーズン以来となる3部リーグ (プリメーラ・ディビシオンRFEF)昇格を果たした。

## 過去の成績

### ADセウタFC時代の成績
| シーズン | 部 | ディビジョン   | 順位    | コパ・デル・レイ |
| -------- | -- | -------------- | ------- | ---------------- |
| 2013-14  | 4  | テルセーラ     | 4位     |                  |
| 2014-15  | 4  | テルセーラ     | 5位     |                  |
| 2015-16  | 4  | テルセーラ     | 6位     |                  |
| 2016-17  | 4  | テルセーラ     | 9位     |                  |
| 2017-18  | 4  | テルセーラ     | 2位     |                  |
| 2018-19  | 4  | テルセーラ     | 2位     | 1回戦敗退        |
| 2019-20  | 4  | テルセーラ     | 5位     | 2回戦敗退        |
| 2020-21  | 4  | テルセーラ     | 3位/6位 |                  |
| 2021-22  | 4  | セグンダRFEF   | 4位     |                  |
| 2022-23  | 3  | プリメーラRFEF |         |                  |

- 8シーズン - テルセーラ・ディビシオン
- 1シーズン - プリメーラ・ディビシオンRFEF
- 1シーズン - セグンダ・ディビシオンRFEF

## 歴代監督
- ナンド 1961

## 歴代所属選手
- ホセ・ゴンサルボ 1940-1943
- イバン・イヤンガ 2012-2013